# イタリアの地震一覧
イタリアの地震一覧（イタリアのじしんいちらん）では、イタリアで発生した主な地震の記録を年表形式で記載する。

## 解説

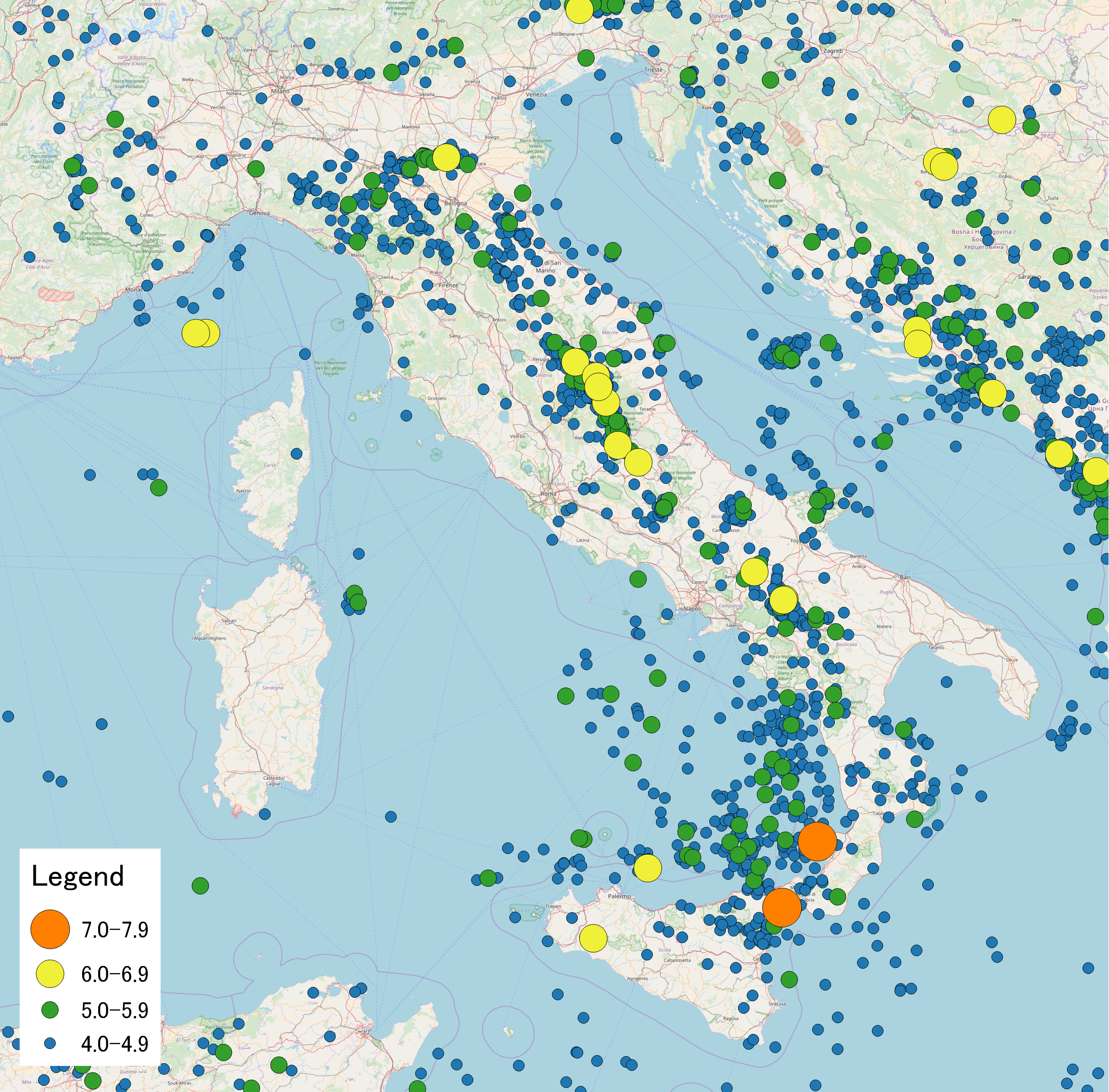
1900-2017年の地震分布

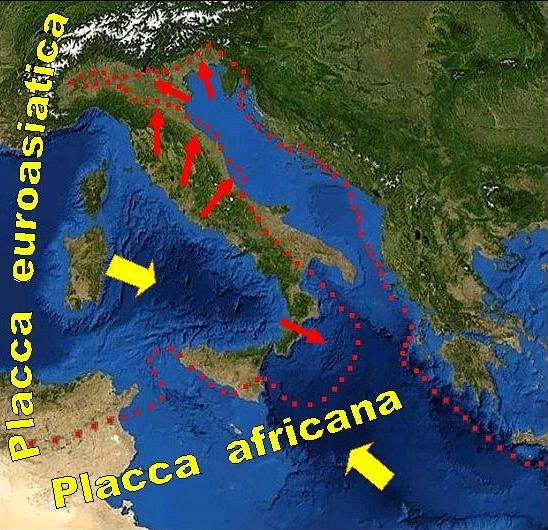
イタリア周辺のユーラシアプレートとアフリカプレートの図

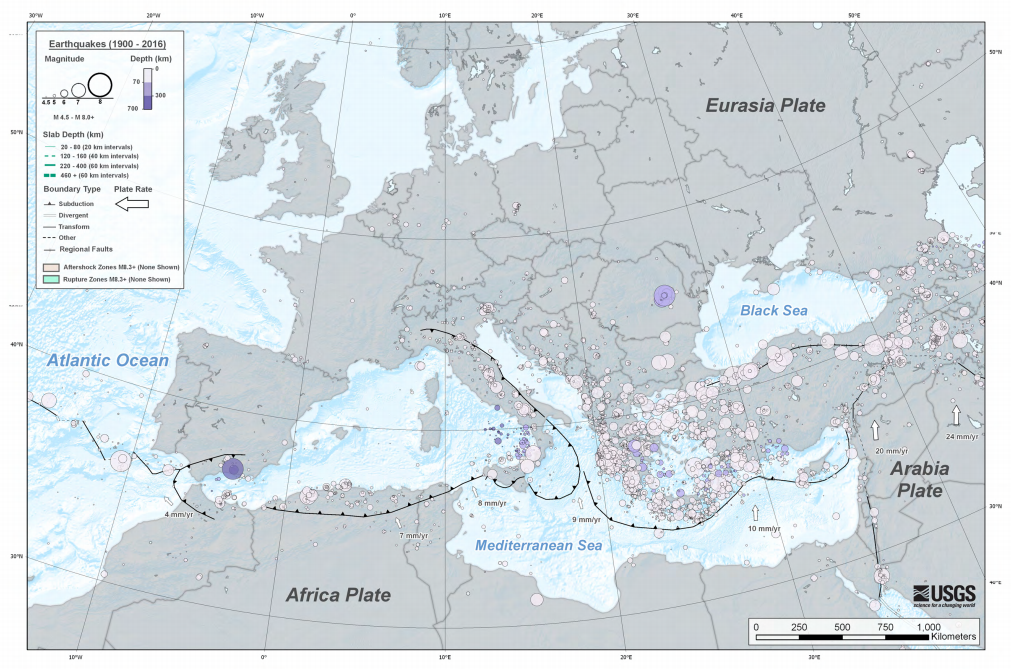
地中海周辺のM5.5以上の地震(1900-2016)

### 主な原因
イタリア付近は、アフリカプレートとユーラシアプレートが衝突し、互いに押し合っている地域で、テクトニクス的にも地質学的にも複雑な地域であり、地震活動が活発にみられる。イタリアは同じヨーロッパのギリシャ（南部）やトルコ（北西部）と同様に地震の多い国であり、古代・中世以降の地震被害の記録が数多く残されている。2500年の間に、イタリアでは3万回以上の地震が起きた。メルカリ震度階級4以上のものだけに絞っても、560回以上起きている。20世紀では7回の地震が6.5以上のマグニチュードを有していた。イタリアで地震が多いのは、端的に言えばユーラシアプレートとアフリカプレートの収束境界部分にあたり断層が多いためであり、プレートが年間4-10mmのペースで動いているからであるが、この地域は地質構造が日本以上に複雑で、単純なプレートの沈み込みなどでは説明できない。イタリアでは、中生代以降の地殻変動により現在のイタリア半島西岸に当たる地殻が今のコルシカ島付近から東に移動してきた。この地殻の東縁では古期地中海に当たる海洋プレートがこの地殻（アフリカプレート）に向かって沈み込み、付加体や火山帯を作りながら、現在のイタリア半島東岸に当たる地殻へと接近していった。やがて両者が衝突すると沈み込みは緩んで衝突・圧縮に変わり、アペニン山脈を形成した。現在のイタリアの地震の分布をみると、アルプスの南西端からアペニン山脈へと長い弓のように連なっており、山脈と地震帯が一致している。ただし、イタリアにおいては日本のように規模の大きな地震は少ない。

### 研究と防災
イタリアの自然災害研究は従来から地震研究よりも火山研究に重点がおかれているものの、地震発生帯の研究などは行われている。イタリアでは古い文献など地震についての資料が数多く残され原因などを想像し関心を寄せていたが、地震の原因などの研究に関心が持たれたのは15世紀ごろからで、地震学の発展とともに地震の原因と地理的分布に関する研究が行われるようになったのは19世紀ごろとなる。近年は地震観測ネットワークなどが発展し、さまざまな観点から災害管理を行い都市計画や重要施設の建設や保護に活かされている。また、1992年に設置された「災害防護国民サービス」（イタリア語: servizio nationale della protezione civile）により、イタリア市民保護局つまり全国的な組織を中心とした迅速で広域的な対応が可能となっている。

### 法律
イタリアは1974年に初めて地震対策法が制定され、それは鉄筋やコンクリートなどで建物を補強することを定めたものだったが、南部のシチリア、カラブリア州が対象だった。その後、イルピニア地震 (1980年)や2002年のモリーゼ地震を経て、全土を危険度で4地域に分け耐震建築を義務づける改正法が2003年3月20日に導入された。イタリアでは新たに耐震に関する法律の起草が2003年に始まった。その実行力を持つ法律の発布というのは、EUに参加する国の中で、共通に規定されている構造設計に関する法律であるユーロコードにしたがって調査されて2008年に制定された。
その一方、歴史的地域では耐震基準の順守が免除されており、新築の場合でも耐震構造が取り入れられないことが多い。また、地震対策法は負担が増えると予測される建設業界への配慮から、2010年までの猶予を設けていた。さらに、2016年8月の地震では耐震補強を施された建物が倒壊しており、手抜き工事などの指摘もされている。また、新築の建物でも耐震性の少ない建物が多く存在している。さらに、北部のフリウリなどはフリウリ地震の経験から耐震建築が広がったが、中部や南部では耐震建築は広がっていない。新築の建物でも、1割から3割ほどである。2009年4月現在、学校や病院などの公的機関のうち、約8万か所が「高危険度」とされており、イタリア全土に2万2000校ある学校のうち、耐震基準を満たしているのは9000校である。

## 地震の一覧
この一覧は未完成です。加筆、訂正して下さる協力者を求めています。
| 時期                      | 名称                                                               | Mw              | 震源地                                                                       | 備考 |
| ------------------------- | ------------------------------------------------------------------ | --------------- | ---------------------------------------------------------------------------- | --- |
| 62年2月5日                | ポンペイ地震                                                       | 5.2–6.1         | カンパニア州付近                                                             | ポンペイ等に被害                                                                                              |
| 1117年1月3日              |                                                                    | 6.4以上         |                                                                              | ヴェネツィア、パルマ等に被害                                                                                  |
| 1169年2月4日              | シチリア地震                                                       | M6.6            |                                                                              | 20,000人以上死亡                                                                                              |
| 1293年9月4日              | ナポリ地震                                                         | M5.8            |                                                                              | |
| 1298年12月1日             | リエーティ地震                                                     | M6.3            |                                                                              | リエーティ全域に被害                                                                                          |
| 1315年12月3日             | ラクイラ地震                                                       | M5.5            |                                                                              | コッレマッジョ大聖堂等に被害                                                                                  |
| 1348年1月25日             | フリウリ地震                                                       | M6.7            |                                                                              | 10,000人近くが死亡                                                                                            |
| 1349年                    | アペニン地震                                                       | M6.7            |                                                                              | |
| 1352年12月31日            | ウンブリア地震                                                     | M5.6            |                                                                              | 死傷者多数 |
| 1361年7月17日             | プーリア地震                                                       | M6.0            |                                                                              | 約100人が死亡                                                                                                 |
| 1458年4月26日             | ウンブリア地震                                                     | M5.8            |                                                                              | 数人が死亡 |
| 1461年11月26日            | ラクイラ地震                                                       | M6.4            |                                                                              | 約150人が死亡                                                                                                 |
| 1505年1月3日              | ボローニャ地震                                                     | Mw5.7           |                                                                              | 2人死亡 |
| 1511年3月26日             | フリウリ地震                                                       | Mw6.5           |                                                                              | およそ10,000人が死亡                                                                                          |
| 1517年3月29日             | イルピニア地震                                                     | Mw5.4           |                                                                              | 少なくとも数十人、最悪の場合100人が死亡                                                                       |
| 1542年6月13日             | トスカーナ地震                                                     | Mw5.8           |                                                                              | およそ150人が死亡                                                                                             |
| 1561年8月15日             |                                                                    | Mw6.4           |                                                                              | およそ500人が死亡                                                                                             |
| 1570年11月17日            |                                                                    | Mw5.6           |                                                                              | およそ70人から200人が死亡                                                                                     |
| 1599年11月5日             |                                                                    | Mw5.9           |                                                                              | およそ40人が死亡                                                                                              |
| 1639年10月7日             | アマトリーチェ地震                                                 | 6.2             | アマトリーチェ付近                                                           | 推定死者500人。イタリア中部地震と震源地はかなり近い                                                           |
| 1654年7月23日             | Val di Comino付近                                                  | Mw6.3           |                                                                              | 2,000人以下が死亡                                                                                             |
| 1659年11月5日             | Le Serre付近                                                       | Mw6.7           |                                                                              | 1,500人以下が死亡                                                                                             |
| 1661年3月22日             | Appennino Forivese付近                                             | Mw5.9           |                                                                              | 少なくとも250人が死亡                                                                                         |
| 1693年1月11日             | ヴァル・ディ・ノート大地震                                         | 7.4             | シチリア島付近                                                               | 推定死者6万人、カタニアで10,000人以上の死者（最悪の場合16,000人以上とも言われる）また、1月9日にも前震があった |
| 1695年2月25日             | イルピニア（ナポリ周辺）付近                                       | Mw6.6           |                                                                              | 数百人が死亡し、破滅的な被害が出たとされる                                                                    |
| 1702年3月14日             | イルピニア近郊                                                     | Mw4.9           |                                                                              | およそ400人が死亡                                                                                             |
| 1703年1月14日             | Monte Reatini（リエーティ付近） it: Terremoto_dell'Aquila_del_1703 | Mw6.5/6.8       | 6,000人から9,000人が死亡したとされ、アスコリ・ピチェーノやラクイラなどに被害 | |
| 1703年2月2日              | リエーティ付近 it: Terremoto_dell'Aquila_del_1703                  | Mw6.6           | 6,000人以上が死亡したとされ、アスコリ・ピチェーノやラクイラなどに被害        | |
| 1706年11月3日             | アブルッツォ州                                                     | Mw6.7           |                                                                              | アブルッツォ州やモリーゼ州に大きな被害を出し、およそ2,400人が死亡                                             |
| 1726年9月1日              | パレルモ付近                                                       | Mw5.8           |                                                                              | 250人が死亡                                                                                                   |
| 1732年11月29日            | イルピニア                                                         | Mw6.7           |                                                                              | およそ1,942人が死亡、ナポリ等の67のコムーネに破壊的な被害                                                     |
| 1743年2月20日             | リボルノ近郊                                                       | Mw7.0           |                                                                              | 112人が死亡したが、最も震源地に近いNardoでは、犠牲者は1名だった                                               |
| 1762年10月6日             |                                                                    | Mw6.0           |                                                                              | およそ500人が死亡                                                                                             |
| 1781年2月5日              | メッシーナ近郊                                                     | Mw7.1           |                                                                              | 50,000人が死亡、地震は2分間続き、2月6日、7日、3月1日、28日にも大規模な余震があった                            |
| 1789年9月30日             | テヴェレ川近郊                                                     | Mw5.9           |                                                                              | およそ500人が死亡、大規模な余震が相次いだ                                                                     |
| 1799年7月28日             |                                                                    | Mw6.1           |                                                                              | およそ100人が死亡、大規模な地震が3回あった                                                                    |
| 1805年7月26日             | ナポリ地震                                                         | 6.7             |                                                                              | 5,573人死亡                                                                                                   |
| 1806年8月26日             |                                                                    | 5.6             |                                                                              | 死者多数 |
| 1818年2月20日             | イオニア海地震                                                     | 6.3             |                                                                              | 死者34人 |
| 1823年3月5日              | シチリア地震                                                       | 6.1             |                                                                              | およそ20人が死亡                                                                                              |
| 1835年10月12日            |                                                                    | 6.1             |                                                                              | およそ115人が死亡し、240人以上がけが                                                                          |
| 1836年4月25日             | カラブリア地震                                                     | 6.2             |                                                                              | 200人以上が死亡                                                                                               |
| 1851年8月14日             |                                                                    | 6.3             |                                                                              | およそ1000人が死亡                                                                                            |
| 1857年12月16日            | バジリカータ地震                                                   | 7.0             | バジリカータ州付近                                                           | 死者12,000人                                                                                                  |
| 1905年9月8日              | カラブリア地震 (1905年)                                            | 7.2             | カラブリア州付近                                                             | 推定死者557～2,500人                                                                                          |
| 1907年10月23日            | カラブリア地震                                                     |                 |                                                                              | 167人が死亡                                                                                                   |
| 1908年12月28日            | メッシーナ地震                                                     | 7.1/7.2         | メッシーナ海峡                                                               | 推定死者82,000人から12万人 近代ヨーロッパにおいて最大の被害を出した地震                                       |
| 1914年5月8日              | シチリア島地震                                                     |                 |                                                                              | 約70人が死亡                                                                                                  |
| 1914年10月26日            | イタリア北部地震                                                   | 5.3             |                                                                              | 1人が死亡、ピエモンテ州やトリノ近郊で被害があった                                                             |
| 1915年1月13日             | アベッツァーノ地震                                                 | 6.7             | ラクイラ付近                                                                 | 推定死者29,978–32,610人 イタリアにおいて死傷者の多い地震のひとつ                                              |
| 1916年8月16日             |                                                                    |                 |                                                                              | 4人死亡 |
| 1917年4月26日             | ウンブリア地震                                                     |                 |                                                                              | 約20人死亡 |
| 1918年11月24日            | シチリア島地震                                                     |                 |                                                                              | 100人死亡 |
| 1919年6月29日             | トスカーナ州地震                                                   | 6.2             |                                                                              | 100人以上死亡                                                                                                 |
| 1920年9月7日              | トスカーナ近郊                                                     | 6.8             |                                                                              | 171人が死亡                                                                                                   |
| 1927年12月26日            | ラツィオ州                                                         | 4.8             |                                                                              | 2人死亡 |
| 1928年3月27日             | フリウリ地震                                                       |                 |                                                                              | 11人死亡 |
| 1930年7月23日             | イルピニア地震 (1930年)                                            | 6.6/6.7         | イタリア南部                                                                 | 死者1,404人                                                                                                   |
| 1930年10月30日            | アンコーナ付近                                                     |                 |                                                                              | 18人死亡 |
| 1933年9月26日             | アブルッツォ州                                                     |                 |                                                                              | 12人死亡 |
| 1936年10月18日            | フリウリ地震                                                       | 5.9             |                                                                              | 19人死亡 |
| 1943年10月3日             | マルケ州                                                           |                 |                                                                              | 15人死亡 |
| 1962年8月21日             | イルピニア地震（1962年）                                           | 6.4             | イタリア南部                                                                 | 死者400人、1000人以上が負傷                                                                                   |
| 1976年5月6日              | フリウリ地震                                                       | 6.9             | ジェモーナ・デル・フリウーリ付近                                             | 死者990人 |
| 1980年11月23日            | イルピニア地震 (1980年)                                            | 6.9             | イタリア南部                                                                 | 死者2,483–4,900人 戦後のイタリアで最も規模が大きい地震で、これを機にイタリアの防災対策は変容を強いられた      |
| 1997年9月26日             | ウンブリア・マルケ地震                                             | 5.7-6.1         | イタリア中部                                                                 | 双子地震 |
| 2002年10月31日            | モリーゼ地震 (2002年)                                              | 5.9             | モリーゼ州                                                                   | 双子地震 |
| 2009年4月6日              | ラクイラ地震                                                       | 6.3             | ラクイラ付近                                                                 | 死者309人 |
| 2012年5月20日 同5月29日   | イタリア北部地震                                                   | 20日6.1 29日5.8 | サン・フェリーチェ・スル・パーナロ付近                                       | 死者20日7人、29日20人                                                                                         |
| 2016年8月24日             | イタリア中部地震 (2016年8月)                                       | 6.2             | イタリア中部                                                                 | 死者298人 |
| 2016年10月26日 同10月30日 | イタリア中部地震 (2016年10月)                                      | 6.6             | イタリア中部                                                                 | 死者3人 |
| 2017年1月18日             | イタリア中部地震                                                   | 5.0-5.5         | イタリア中部アブルッツォ州付近                                               | 死者29人（ファリンドラで発生した雪崩によるもの）                                                              |
| 2017年8月21日             | イスキア島地震                                                     | 4.0             | イタリア南部イスキア島付近                                                   | 死者2人、40人以上が負傷                                                                                       |

### 被害の大きな地震
| 震源地か名称                    | 時期           | Mw         | 死者                                 |
| ------------------------------- | -------------- | ---------- | ------------------------------------ |
| メッシーナ地震                  | 1908年12月28日 | 7.24       | 死者100,000人、津波などによる        |
| ヴァル・ディ・ノート大地震      | 1693年1月11日  | 7.41       | 60,000人が死亡、津波などによる       |
| カラブリア地震                  | 1783年2月5日   | 6.91       | 50,000人死亡、震災後の火災などによる |
| アベッツァーノ地震              | 1915年1月13日  | 6.99       | 30,519人が死亡                       |
| ヴェローナ                      | 1117年1月3日   | 6.49       | 死者30,000人                         |
| イルピニア近郊                  | 1456年12月5日  | 6.96（Mw） | 死者30,000人                         |
| カタニア                        | 1169年2月4日   | 6.60（Mw） | 20,000人が死亡                       |
| バジリカータ                    | 1857年12月16日 | 6.96（Mw） | 12,000人が死亡                       |
| Nicastro（今日のLamezia Terme） | 1638年3月27日  | 7.00（Mw） | 10,000人以上の死者                   |
| フリウリ近郊                    | 1348年1月25日  | 6.66（Mw） | 死者990人                            |

## 参考資料
- イタリアにおける大規模災害と公共政策―2009年アブルッツォ州震災の事例を中心に―
- 吉井博明、イタリアの防災体制とボランティアの役割 総合都市研究第47号, 121-133, 1992-12-25
- 齋藤和樹 ほか、イタリア中部地震における心理・社会的支援 日本赤十字秋田看護大学・日本赤十字秋田短期大学紀要 = Journal of the Japanese Red Cross Akita College of Nursing and the Japanese Red Cross Junior College of Akita (14), 29-34, 2010-03-31, NAID 110009544852